# 8960 Luscinioides
A 8960 Luscinioides (ideiglenes jelöléssel 2575 P-L) a Naprendszer kisbolygóövében található aszteroida. Cornelis Johannes van Houten, Ingrid van Houten-Groeneveld és Tom Gehrels fedezte fel 1960. szeptember 24-én.